# 深海油康吉鰻
深海油康吉鰻為輻鰭魚綱鰻鱺目鯙亞目軟糯鰻科其中一種。

## 分布
本魚僅分布於西北太平洋的琉球海溝。

## 深度
水深320至640公尺。

## 特徵
本魚具胸鰭，上下頷等長。上頷齒2列，前上頷骨齒為圓錐狀，成半圓形；鋤骨齒前方為2列，在後面漸漸成1列。背鰭開始於鰓孔之前，側線孔7個，僅分布在胸鰭前後；脊椎骨數139。眼大，口正常，尾端側扁。口裂至眼後緣之後。體長可達48公分。

## 生態
為底棲魚類，形態與鯙相似。

## 經濟利用
罕見，無經濟利用之價值。